# Bắn súng góc nhìn thứ ba
Bắn súng góc nhìn thứ ba (Third-Person Shooter, viết tắt là TPS) là một thể loại trò chơi điện tử tập trung vào các loại súng và các cuộc chiến dựa trên vũ khí theo góc nhìn người thứ ba. Thể loại này cho phép người chơi có thể thấy toàn bộ cơ thể nhân vật mình điều khiển và quan sát được mọi thứ xung quanh thay vì chỉ nhìn theo con mắt của nhân vật trong bắn súng góc nhìn người thứ nhất.

## Định nghĩa

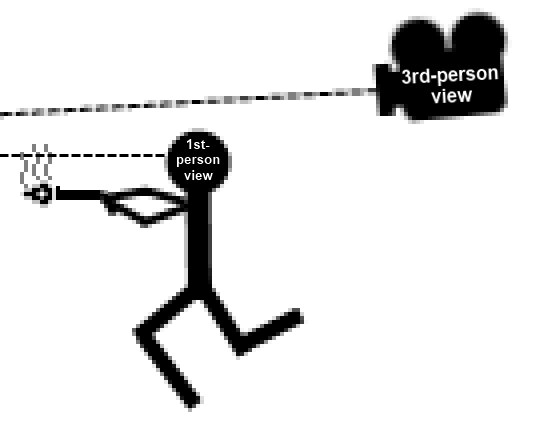
Hình minh họa nhân vật chính mà người chơi điều khiển và camera theo dõi ở ngay phía sau, phía trên một chút và hơi hướng xuống về phía nhân vật đó

Trò chơi bắn súng góc nhìn thứ ba là một trò chơi có cấu trúc xoay quanh việc bắn súng, trong đó người chơi có thể thấy hình ảnh đại diện của mình trên màn hình trong chế độ nhìn từ người thứ ba. Trò chơi bắn súng góc nhìn thứ ba được phân biệt rõ ràng với các trò chơi bắn súng khác, chẳng hạn như shoot 'em up, vì trò chơi được hiển thị với hình đại diện của người chơi làm tiêu điểm chính của chế độ xem camera. Các trò chơi bắn súng góc nhìn thứ ba tương tự như bắn súng góc nhìn thứ nhất về mặt nhập vai, nhưng trong hầu hết các trường hợp, chỉ cần dịch chuyển máy ảnh khỏi tầm mắt của nhân vật sang một điểm ở phía trên và phía sau họ một chút.

### Mối quan hệ với trò chơi bắn súng góc nhìn thứ nhất
Những trò chơi này có liên quan chặt chẽ đến trò chơi bắn súng góc nhìn thứ nhất, điều này cũng gắn liền với việc góc nhìn của người chơi với hình đại diện, chỉ khác biệt ở một thay đổi nhỏ về vị trí của camera. Trong khi góc nhìn thứ nhất cho phép người chơi nhắm và bắn mà không cần hình đại diện của họ chặn tầm nhìn, game bắn súng góc nhìn thứ ba lại hiển thị nhân vật chính từ "bắn qua vai" hoặc "điểm sau lưng". Do đó, góc nhìn của người thứ ba cho phép nhà thiết kế trò chơi tạo ra một hình đại diện đặc trưng mạnh mẽ hơn và hướng sự chú ý của người chơi như khi xem phim. Ngược lại, góc nhìn thứ nhất cung cấp cho người chơi sự nhập vai sâu hơn vào vũ trụ trò chơi.
Bắn súng góc nhìn thứ ba đôi khi được bù đắp cho góc nhìn khác biệt bằng cách thiết kế môi trường lớn hơn, rộng rãi hơn so với bắn súng góc nhìn thứ nhất.
Alexander R. Galloway viết rằng "thời gian thực, qua Elephant của Gus Van Sant gợi lên các trò chơi bắn súng góc nhìn thứ ba nhưMax Payne, một anh em họ thân thiết của FPS".

## Lịch sử

### Trò chơi bắn súng 2D và giả 3D
Trò chơi bắn súng góc nhìn thứ ba 2D đã tồn tại từ những ngày đầu tiên của trò chơi điện tử, từ thời Spacewar! (1962); bắn súng góc nhìn người thứ ba cũng được giới thiệu trong các trò chơi điện tử nhân bản, Galaxy Game (1971) và Computer Space (1971). Những trò chơi bắn súng arcade với góc nhìn người thứ ba 3D bao gồm Radar Scope (1979) của Nintendo, Tempest (1981) của Atari, Tube Panic (1983) của Nihon Bussan, Space Harrier (1985) của Sega, Xybots (1987) của Atari, và 3-D WorldRunner (1987) của Square và JJ (1987) Trò chơi bắn súng góc nhìn thứ ba cho máy tính gia đình bao gồm Airheart (1986) Dan Gorlin và Beyond Forbidden Forest của Paul Norman (1986).

### Bắn súng đa giác 3D
Năm 1993, Namco phát hành trò chơi bắn súng góc nhìn thứ ba 3D cạnh tranh giữa hai người chơi trongtrò chơi chiến đấu xe cộ Cyber Sled. Một năm sau, Elite Systems Ltd. phát hành Virtuoso trên 3DO. Đây là một ví dụ thời kỳ đầu về game bắn súng góc nhìn thứ ba trên máy chơi game gia đình có nhân vật chính là một người đi bộ thay vì điều khiển xe và sử dụng đồ họa 3D đa giác cùng với các nhân vật khác trong môi trường 3D. Fade to Black (1995) cũng là một game bắn súng góc nhìn thứ ba hoàn toàn 3D được phát hành vào cùng khoảng thời gian này, nhưng cũng có nhân vật chính đi bộ thay vì xe, sử dụng đồ họa 3D đa giác hoàn toàn.
Tomb Raider (1996) của Eidos Interactive (giờ là Square Enix Europe) được một số nhà bình luận tuyên bố là một game bắn súng góc nhìn thứ ba, và Jonathan S. Harbour của Đại học Công nghệ Tiến bộ lập luận rằng nó "chịu trách nhiệm phần lớn cho sự phổ biến của thể loại này". Các nhà bình luận khác cho rằng nó có ảnh hưởng đến những game bắn súng góc nhìn thứ ba sau này, chẳng hạn như BloodRayne (2002), The Contra Adventure (1998), MDK (1997), Duke Nukem: Time To Kill (1998), Burning Rangers (1998), và Heavy Metal: F.A.K.K. 2 (2000). Trò chơi đã tránh góc nhìn thứ nhất phổ biến của các trò chơi như Doom, thay vào đó sử dụng góc nhìn "người thứ ba", môi trường 3D rộng và hệ thống điều khiển lấy cảm hứng từ Prince of Persia. Mega Man Legends (1997) của Capcom là một game bắn súng góc nhìn thứ ba 3D đầu tiên khác có cách tiếp cận khác với thể loại này, pha trộn điều này với ảnh hưởng của trò chơi nhập vai. Trong cùng một khoảng thời gian, Deathtrap Dungeon (1998) của Eidos Interactive và MediEvil (1998) của SCE Cambridge Studio (sau này là Millennium Interactive) là một số trò chơi 3D đầu tiên trong thể loại này bao gồm ảnh hưởng của game bắn súng góc nhìn thứ ba trong bối cảnh giả tưởng, với vũ khí hư cấu hoặc thay thế đạt được hiệu ứng tương tự như súng cho người chơi. Die Hard Trilogy (1998) của Fox Interactive đã nhận được sự hoan nghênh của giới phê bình tại thời điểm phát hành, và phần trò chơi dựa trên Die Hard đầu tiên trong bộ ba là một game bắn súng góc nhìn thứ ba 3D khác.
Thể loại game bắn súng góc nhìn thứ ba vẫn khá phổ biến trong giới chơi game đương đại. Năm 2012, Rockstar Games phát hành Max Payne 3, được đánh giá cao về lối chơi tinh tế. Năm 2015, Nintendo xuất bản trò chơi bắn súng góc nhìn thứ ba nhiều người chơi Splatoon cho Wii U và phần tiếp theo cho Nintendo Switch vào năm 2017, đã trở thành một trong những trò chơi bán chạy nhất trên hệ máy console. Vào cuối những năm 2010, game bắn súng góc nhìn thứ ba battle royale như Fortnite Battle Royale trở nên phổ biến rộng rãi. Các trò chơi kinh dị sinh tồn như Resident Evil 2 và Resident Evil 3: Nemesis đã được làm lại năm 2019 và 2020 tương ứng, có lối chơi bắn súng góc nhìn thứ ba tương tự như Resident Evil 4.

## Liên quan
- Bắn súng góc nhìn người thứ nhất
- Danh sách trò chơi bắn súng góc nhìn thứ ba